# 伊利西恩鎮區 (北達科他州博蒂諾縣)
伊利西恩鎮區（英語：Elysian Township）是位於美國北達科他州博蒂諾縣的一個鎮區。

## 地方資料
伊利西恩鎮區的面積為92.83平方千米，當中陸地面積為92.65平方千米，而水域面積為0.18平方千米。根據2020年美國人口普查的數據，當地共有人口41人，而人口密度為每平方千米0.44人。